# Návai Anikó
Návai Anikó, névváltozata: Aniko Navai-Skorka, Aniko Skorka (Szeged, 1948. december 24. – 2025. február 17.) magyar újságíró, műsorvezető.

## Életpályája
Édesapja Návai Dénes jogtanácsos volt. 1963-ban a békéscsabai I-es Számú Általános Iskolában végzett, majd 1964-1968 között a szintén békéscsabai Rózsa Ferenc Gimnáziumban tanult. 1969–1972 között a József Attila Tudományegyetemen tanult, majd 1973-ban végzett az Eötvös Loránd Tudományegyetemen.
1973-ban kezdett dolgozni szerkesztőként a Magyar Rádióban. 1981-ben férjével, Skorka Györggyel az Egyesült Államokba költözött, először Miamiban, majd New Yorkban telepedtek le. A BBDO nevű reklámügynökséggel került itt kapcsolatba, majd onnan Tassy Jenő rádiós tudósító segítségével az Amerika Hangja riportere lett, először Washingtonban (1983-1987), aztán Los Angelesben (1987–).
1991-ben hazatelepült Magyarországra. Később Bokor Pállal megalapította az Atlantic Press nevű hírszolgáltató és PR-céget. 1998-ban visszaköltözött az Egyesült Államokba, rendszeresen ingázott a két ország között.
2000-ben a Hollywood Foreign Press Association egyetlen magyar tagja lett. 2012–2016 között a Magyar Televízióban "Szeretettel Hollywoodból" címmel vezetett műsort. 2016–17-ben a TV2 műsorvezetője volt, majd ezután az AMC-nél dolgozott. 2019-ben könyve jelent meg Andy Vajnáról (Mr. Hollywood, Mr. Hungary). Rendszeresen publikált a Nők Lapjában. 2023-ban a Golden Globe-díjat birtokló Dick Clark Productions kizárta a díjat megítélők sorából az etikai kódex megsértése miatt.
2020 augusztusában egy Pierce Brosnan-interjút közölt a Nők Lapja, de kiderült: Návai Janet Susan R. Nepalestől, a GMA Network-ön megjelent angol nyelvű beszélgetés kérdéseivel és válaszaival közölt sajátjaként eladott interjút.
2021 júliusában plagizált Scarlett Johansson-interjúval került reflektorfénybe: máshol megjelent interjúból ollózott részleteket adott el exkluzív, saját interjúként a Nők Lapja számára, aminek következtében a lap azonnal megszakította az együttműködést Návaival.
2016-ban súlyos agyvérzést kapott, 2024-ben agydaganatot diagnosztizáltak nála.
Los Angelesben helyezték végső nyugalomra.

### Magánélete
Férje Skorka György étterem-tulajdonos volt. Gyermekük Skorka Márk, 1980-ban született. Gyermeke 2012-től Cadence Valentine néven transznemű nőként él.
Kétlaki életet élt. Budapesten a Normafa közelében, míg Los Angelesben a Sherman Oaks nevű városrészben volt ingatlana.

## Könyvei
- Oscar? Oscar! A XX. század történetének legfontosabb filmdíja; Officina Nova–Magyar Könyvklub, Budapest, 1998[21]
- Mr. Hollywood, Mr. Hungary; Central Könyvek, Budapest, 2019[22]